# 풋내기 애인
풋내기 애인은 한국에서 제작된 김영식 감독의 1964년 드라마, 멜로/로맨스 영화이다. 이대엽 등이 주연으로 출연하였고 안태식 등이 제작에 참여하였다.

## 출연

### 주연
- 이대엽
- 엄앵란
- 박암

## 제작진
- 조명: 장기종
- 미술: 이봉선